# Fatih Faner
Fatih Faner (* 12. März 1997 in Erzurum) ist ein türkischer Eishockeyspieler, der seit 2014 beim İzmir Büyükşehir Belediyesi SK in der türkischen Superliga unter Vertrag steht.

## Karriere
Fatih Faner begann seine Karriere als Eishockeyspieler beim Erzurum Büyükşehir Belediyesi SK, für den er als 15-Jähriger in der Saison 2012/13 sein Debüt in der türkischen Superliga gab. 2014 wechselte er zum amtierenden Meister İzmir Büyükşehir Belediyesi SK, für den er seither spielt.

### International
Für die Türkei nahm Faner im Juniorenbereich in der Division III an den U18-Weltmeisterschaften 2013, als er als bester Spieler seiner Mannschaft ausgezeichnet wurde, 2014 und 2015, als er zum besten Abwehrspieler des Turniers gewählt wurde, sowie den U20-Weltmeisterschaften 2013, 2014 und 2015 teil. 
Für die Herren-Nationalmannschaft spielte der Verteidiger erstmals bei der Weltmeisterschaft 2014, als die Türken aus der Division II in die Division III abstiegen. 2015 spielte er dann in der Division III.

## Erfolge und Auszeichnungen
- 2015 Aufstieg in die Division III, Gruppe A, bei der U18-Weltmeisterschaft der Division III, Gruppe B
- 2015 Bester Abwehrspieler bei der U18-Weltmeisterschaft der Division III, Gruppe B